# Festucula monticola
Festucula monticola är en spindelart som beskrevs av Berland, Millot 1941. Festucula monticola ingår i släktet Festucula och familjen hoppspindlar. Inga underarter finns listade i Catalogue of Life.